# Galium olivetorum
Galium olivetorum là một loài thực vật có hoa trong họ Thiến thảo. Loài này được Le Houér mô tả khoa học đầu tiên năm 1960.